# Петролія (Техас)
Петролія (англ. Petrolia) — місто (англ. city) в США, в окрузі Клей штату Техас. Населення — 514 особи (2020).

## Географія
Петролія розташована за координатами 34°0′47″ пн. ш. 98°13′54″ зх. д. / 34.01306° пн. ш. 98.23167° зх. д. (34.013096, -98.231798).  За даними Бюро перепису населення США в 2010 році місто мало площу 1,92 км², з яких 1,91 км² — суходіл та 0,01 км² — водойми.

## Демографія
Згідно з переписом 2010 року, у місті мешкало 686 осіб у 274 домогосподарствах у складі 189 родин. Густота населення становила 357 осіб/км².  Було 338 помешкань (176/км²).
Расовий склад населення:
| - 93,1 % — білих - 1,3 % — корінних американців - 1,3 % — чорних або афроамериканців - 0,3 % — азіатів - 2,2 % — осіб інших рас |

До двох чи більше рас належало 1,7 %. Частка іспаномовних становила 4,8 % від усіх жителів.
За віковим діапазоном населення розподілялося таким чином: 26,1 % — особи молодші 18 років, 55,4 % — особи у віці 18—64 років, 18,5 % — особи у віці 65 років та старші. Медіана віку мешканця становила 40,7 року. На 100 осіб жіночої статі у місті припадало 86,9 чоловіків;  на 100 жінок у віці від 18 років та старших — 87,1 чоловіків також старших 18 років.
Середній дохід на одне домашнє господарство  становив 45 273 долари США (медіана — 38 173), а середній дохід на одну сім'ю — 50 260 доларів (медіана — 44 750). Медіана доходів становила 40 000 доларів для чоловіків та 26 944 долари для жінок. За межею бідності перебувало 13,8 % осіб, у тому числі 12,9 % дітей у віці до 18 років та 13,8 % осіб у віці 65 років та старших.
Цивільне працевлаштоване населення становило 307 осіб. Основні галузі зайнятості: освіта, охорона здоров'я та соціальна допомога — 31,9 %, мистецтво, розваги та відпочинок — 16,3 %, роздрібна торгівля — 11,4 %.